# Harmogenanina linophora
Harmogenanina linophora foi uma espécie de gastrópodes da família Helicarionidae.
Eram endémicas de Maurícia e Reunião.